# Stara Huta (Czarna)
Stara Huta – część wsi Czarna w Polsce położona w województwie świętokrzyskim, w powiecie kieleckim, w gminie Pierzchnica.
W latach 1975–1998 miejscowość należała administracyjnie do województwa kieleckiego.